# Jacob Volhard
Jacob Volhard (Darmstadt, 4 giugno 1834 – Halle/Saale, 14 gennaio 1910) è stato un chimico tedesco, che ha dato contributi significativi alla chimica inorganica, organica e analitica. Portano il suo nome la titolazione secondo Volhard, la alogenazione di Hell-Volhard-Zelinsky e la ciclizzazione di Volhard-Erdmann.

## Biografia
Volhard studiò filologia e storia all'Università di Gießen prima di dedicarsi alla chimica con Justus von Liebig. Alla partenza di Liebig da Gießen studiò con il suo successore Heinrich Will. Nel 1855 conseguì il dottorato di ricerca e si trasferì a Heidelberg nel laboratorio di Robert Bunsen. In quel periodo Volhard non si occupò solo di chimica, e a Heidelberg continuò a studiare filosofia e storia.
Justus von Liebig considerava Volhard un grande talento, e nel 1856 lo prese come assistente nel suo Istituto di Monaco, ma anche qui Volhard non fu assiduo in laboratorio.
La sua carriera come ricercatore iniziò con la sua permanenza a Londra nel 1858 presso August Wilhelm von Hofmann e a Marburgo presso Adolph Kolbe. Nel 1869 fu nominato professore associato a Monaco di Baviera, dove diresse il dipartimento di inorganica dal 1872 al 1879. Dopo un breve periodo a Erlangen, nel 1881 fu nominato professore ordinario all'Università di Halle, dove fece costruire un nuovo edificio esemplare. Dal 1882 al 1908 fu direttore dell'Istituto Chimico e nel 1897 divenne rettore dell'Università di Halle. Nel 1900 divenne presidente della Società Chimica Tedesca (Deutschen Chemischen Gesellschaft) e nel 1901 membro onorario della Associazione dei Chimici Tedeschi (Vereins Deutscher Chemiker).
Volhard si interessò anche di storia della chimica. Uno dei suoi lavori più importanti in questo campo è la prima biografia del suo maestro Justus von Liebig, scritta nel 1909, opera essenziale per lo studio della figura di Liebig. Fu per molti anni editore della rivista Liebigs Annalen e vicepresidente dell'Accademia Cesarea Leopoldina, di cui fece parte dal 1883. Volhard fu un grande didatta e un suo manoscritto di introduzione all'analisi qualitativa fu per decenni un'opera di riferimento in tutta la Germania per lo studio della chimica; fu infine pubblicato nel 1875 con il titolo Anleitung zur qualitativen Analyse, ma noto come Piccolo Volhard. Volhard fu particolarmente noto per il suo umorismo e per il suo dialetto di Darmstadt, che continuò ad utilizzare imperturbabile fino alla vecchiaia. Anche da studente, i suoi disegni caricaturali furono amati e temuti. 
Volhard morì molto rispettato nel 1910. Il suo busto decora il vecchio Istituto Chimico di Halle. Justus von Liebig disse di Volhard: "Non ho mai avuto un assistente così distintamente formato." Alcuni dei suoi allievi più notevoli furono Johannes Thiele, Rudolf Schenck, David Vorländer e Hermann Staudinger. Suo figlio Franz Volhard (1872-1950) fu un noto medico internista e nefrologo, e un centro medico presso l'Ospedale universitario di Gießen porta il suo nome.

## Contributi scientifici
- Sintesi della sarcosina (1862)
- Sintesi della creatina e preparazione della guanidina e della cianammide (1868)
- Sintesi dell'acido pulvinico e dell'acido vulpinico
- Determinazione del manganese (1879)
- Bromurazione di acidi carbossilici (alogenazione di Hell-Volhard-Zelinsky, 1881-1887)
- Sintesi del tiofene (ciclizzazione di Volhard-Erdmann, 1885)
- Determinazione volumetrica di argento, cianuro, alogenuri e tiocianato (titolazione secondo Volhard)

## Principali pubblicazioni
- Über mehratomige Harnstoffe (On the ureas of the diamines), London 1861
- Die chemische Theorie, Habilitationsschrift München 1863, stampato a Braunschweig 1863
- Die Begründung der Chemie durch Lavoisier, Leipzig 1870
- Volhards Anleitung zur qualitativen Analyse (ed. Clemens Zimmermann) München 1875
- Experiments in General Chemistry and Introduction to Chemical Analysis (insieme a C. Zimmermann), Baltimore 1887
- August Wilhelm von Hofmann - Ein Lebensbild (insieme a Emil Fischer) 1902
- Justus von Liebig - Sein Leben und Wirken, 2. Bd., Leipzig 1909